# 瓦加爾塔
29°39′44″N 2°16′29″W / 29.66222°N 2.27472°W
瓦加爾塔（阿拉伯语：‎），是阿爾及利亞的城鎮，位於該國西部貝沙爾省，由貝尼阿巴斯區負責管轄，處於貝尼阿巴斯西北面50公里，海拔高度409米，2008年人口250。